# Joseph Dietzgen
Joseph Dietzgen, född 9 december 1828 i Blankenberg, död 15 april 1888 i Chicago, Illinois, USA, var en tysk filosof.
Dietzgen var till yrket garvare och förvärvade genom självstudier en ganska omfattande beläsenhet. Som kunskapsteoretiker intog Dietzgen en strängt empirisk ståndpunkt och förnekade existensen av ett ting i sig. Hans etik var sociologiskt orienterad, och i sin uppfattning av samhällsutvecklingen utarbetade han oberoende av Marx och Engels den dialektiska materialismen utifrån Hegels dialektik och Feuerbachs materialism.
I socialismen såg Dietzgen de gamla religiösa livsåskådningarnas arvtagare. Bland hans skrifter märks särskilt Das Wesen der menschlichen Kopfarbeit (1869). Efter hans död utgavs Die Religion der Sozialdemokratie (1895).